# Козаровецкий, Владимир Абович
Владимир Абович Козаровецкий (род. 9 ноября 1936, Москва — 9 августа 2024) — литературный критик, литературовед, прозаик, переводчик, издатель.

## Биография
Родился в Москве. Окончил Московский авиационный институт. С 1962 года публикуется как критик в ведущих периодических литературных изданиях страны: «Дружба народов», «Звезда», «Знамя», «Литературная Газета», «Литературная Россия», «Литературная учеба», «Московский комсомолец», «Независимая газета», «Новая газета», «Новые известия», «Новый мир», «Общая газета», «Парламентская газета», «Русский курьер», «Юность» и др.
Автор ряда статей по теории художественного перевода стилистически сложных текстов (в т.ч. с игрой слов).
Последние годы занимается литературными мистификациями, преимущественно – Шекспира, Стерна, Пушкина и Булгакова.
Автор теории литературной мистификации как самостоятельного вида искусства.

Читатель волен соглашаться или не соглашаться с аргументацией Козаровецкого, но он должен знать, что в его руках находится, пожалуй, первый серьезный путеводитель по русской литературной terra incognita, где скорее всего еще будут сделаны удивительные открытия.
— Независимая газета

### Книги
- «Александр Пушкин. “Конек-Горбунок”». Восстановление пушкинского текста. М., Праксис, 2009; М., Казаров, 2011 – 2018, 4 издания.
- «Пушкинские тайны». М., ЛУч, 2009; 2 изд. – М., Казаров, 2016.
- «Кто написал “Евгения Онегина”» (с А.Н.Барковым); М., Казаров, 2011, 2015.
- «Тайна Пушкина. “Диплом рогоносца” и другие мистификации». М., Алгоритм, 2012.
- «Потаенный Пушкин». М., Роман-газета, 2013.
- «А был ли Пушкин». М., Алгоритм, 2013.
- «Пока живу». Рассказы. М., Казаров, 2016. (Отзыв Ф.Искандера, 1986.)
- «Двор на набережной». Повесть. М., Казаров, 2016. (Отзыв В.Войновича, 2012.)
- «Как я бодался с “Новым миром”». Мемуары. М., Казаров, 2016.
- «Мистификатор». Теория и практика литературных мистификаций. М., Казаров, 2017.
- «В защиту художественного перевода». М., Казаров, 2020.
- «Главная тайна "12 стульев"». М., Казаров, 2020.
- «Интервьюер». М., Казаров, 2020.
- «Тайна Пушкина» (3-е издание). М., Новый Хронограф, 2021.
- «Новый комментарий к "Евгению Онегину"». М., Новый Хронограф, 2021.
- «Игры гениев» (в 2-х тт.). М., Наше Завтра, 2024.

### Переводы с английского
- Шекспир, «Сонеты». М., Праксис, 2009; 2 изд. – М., Казаров, 2016.
- Ам. Бирс, «Фантастические басни». М., Праксис, 2009.
- Дж. Тэрбер, «Новые басни на нынешний лад». М., Крона, 1991; 2 изд. – М., Казаров, 2010.
- Дж. Тэрбер, «Белая лань». М., Казаров, 2010, 2016.

### Избранные публикации
- Владимир Козаровецкий, «“Конька-Горбунка” написал Пушкин!» // Новая газета, 08.08.2009
- Владимир Козаровецкий, «Поэма в мистическом роде». (О замысле «Гавриилиады».) // Литературная Россия, №5, 2011
- Владимир Козаровецкий, «Тайны пушкинской дуэли». // Московский комсомолец, 10.02.2011
- Владимир Козаровецкий, «Кто был автором “диплома рогоносца”?» // Московский комсомолец, 09.02.2011
- Владимир Козаровецкий, «Кто написал “Евгения Онегина”» // Семь искусств, №5, 2014
- Владимир Козаровецкий, «Искать ли женщину?» // Русский Глобус, июнь 2013
- Владимир Козаровецкий, «Утаенная любовь Пушкина». (Разгадка N.N. «донжуанского» списка Пушкина.) // Русский Глобус, №3, 2014
- Владимир Козаровецкий, «Пушкин и мат». // День России, 06.09.2014
- Владимир Козаровецкий, «Как Пушкин подшутил над Минкиным»-1. // Литературная Россия, №36, 2017
- Владимир Козаровецкий, «Как Пушкин подшутил над Минкиным»-2. // Литературная Россия, №37, 2017
- Владимир Козаровецкий, «Как Пушкин нас брал на арапа»-1. // Литературная Россия, №6,7, 2018
- Владимир Козаровецкий, «Как Пушкин нас брал на арапа»-2. (О пушкинском происхождении.) // Литературная Россия, №7, 2018
- Владимир Козаровецкий, «Тайна авторства «Конька-Горбунка». // Московский комсомолец, 28.02.2020
- Владимир Козаровецкий, «В беспорядке дискуссии» // nestorbook.ru, 17.12.2021
- Владимир Козаровецкий, «Не следует ли «дилетантам» игнорировать «пушкинистов»?» // Урал, №6, 2022